# 伍爾沃思 (密西西比州)
伍爾沃思（英語：Woolworth）是位於美國密西西比州林肯縣的鬼鎮。

## 地理
伍爾沃思所處的海拔為高於海平面100米（即328英呎），而該地所採用的時區為UTC-6，即北美中部時區（CST）。同時該地設有夏令時間，為UTC-6調快一小時，即UTC-5（CDT）。